# Zbyněk Passer
Zbyněk Passer (* 12. července 1974 Praha) je bývalý český komunální politik, v současnosti investor a podnikatel židovského původu, od ledna 2014 výkonný místopředseda politického hnutí Pro Prahu. Byl dlouholetým zastupitelem městské části Praha-Koloděje, v letech 2012–2015 zde byl starostou a v letech 2005–2012 místostarostou.

## Životopis
Po absolvování oboru strojírenská technologie na Střední průmyslové škole na Třebešíně zahájil v roce 1994 vysokoškolská studia na Vysoké škole ekonomické, kde si jako svůj obor vybral statistiku a ekonometrii. Ještě během studií na VŠE (kterou na základě své pracovní vytíženosti nedokončil) pracoval na obchodních a marketingových pozicích v rodinných společnostech. Od roku 1997 pracoval v mezinárodním obchodě pro společnost Ideal Lux a od roku 1999 jako jednatel společnosti CRS Network. V letech 2002–2007 byl členem představenstva společnosti Passerinvest Group, v níž nadále působí jako člen dozorčí rady. V současné době podniká mimo jiné jako řídící partner v oblastech investic do drahých kovů (Bessergold GmbH)], médií (Svobodné Universum) a edicí vzácných tisků pod značkou Heritage Colections. Koncem roku 2016 byl zvolen předsedou České společnosti přátel Izraele, členské organizace European Alliance for Israel. Passer byl v letech 2006-2011 úspěšným motoristickým závodníkem v rally, závodech do vrchu, sprintech i vytrvalostních závodech na okruzích. Z celkem jedenaosmdesáti startů nasbíral padesát pódiových umístění, v roce 2009 se stal mezinárodním mistrem ČR v divizi 3 Národní formule s do té doby rekordním počtem bodů v sezoně.[zdroj?]

## Politická kariéra
Zbyněk Passer svou komunálně politickou kariéru zahájil v roce 1998. V letech 1998 až 2005 působil jako předseda kontrolního výboru a zastupitel, od roku 2005 do roku 2012 jako zástupce starosty a poté do července 2015 jako starosta městské části Koloděje.[zdroj?]
V komunálních volbách v roce 2014 neúspěšně kandidoval za politické hnutí Pro Prahu do zastupitelstva hlavního města Prahy. Jako lídr kandidátky byl i kandidátem na post pražského primátora. Hnutí ve volbách získalo zhruba 2,5 procenta hlasů. Z kraje roku 2015 Passer rezignoval na funkci výkonného místopředsedy Pro Prahu a následujícího roku jeho členství zaniklo. Passer byl v mimořádných volbách znovuzvolen do zastupitelstva městské části Koloděje. Na mandát zastupitele rezignoval v únoru 2016.

## Rodina
Zbyněk Passer je bratr českého miliardáře Radima Passera. Passerovi jsou etnickým a náboženským původem židovská rodina, která přišla do Čech na konci 18. století. Jejich první předek žijící v Čechách, jehož bylo možné dohledat v archivech, se jmenoval Abraham Passer. Následoval Jákob a po něm Max Passer. Ten se oženil s českou křesťankou. Jeho první syn, dědeček Zbyňka Passera a Radima Passera, se jmenoval Maxmilián. Další prvorozený syn v řadě, jejich otec, se jmenoval Maximus Passer; zemřel roku 2003. Bratrancem Maxima Passera je režisér Ivan Passer a Eva Límanová, rozená Passerová, bývalá redaktorka Hlasu Ameriky. Bratrem Maxima Passera je Jan Passer, bývalý šéftrenér české plavecké  reprezentace. Jeho syn Jan M. Passer, bratranec Zbyňka a Radima, byl soudcem Nejvyššího správního soudu ČR, od roku 2016 je soudcem Soudního dvoru EU.[zdroj?]
Zbyněk Passer je římskokatolického vyznání, stejně jako jeho dědeček, matka a otec, naopak jeho bratr Radim je členem Církve adventistů sedmého dne, kde příležitostně působí i jako kazatel.. Zbyněk je ženatý od roku 1997, se ženou Marií vychovávají pět dětí.[zdroj?]